# Haruko Momoi

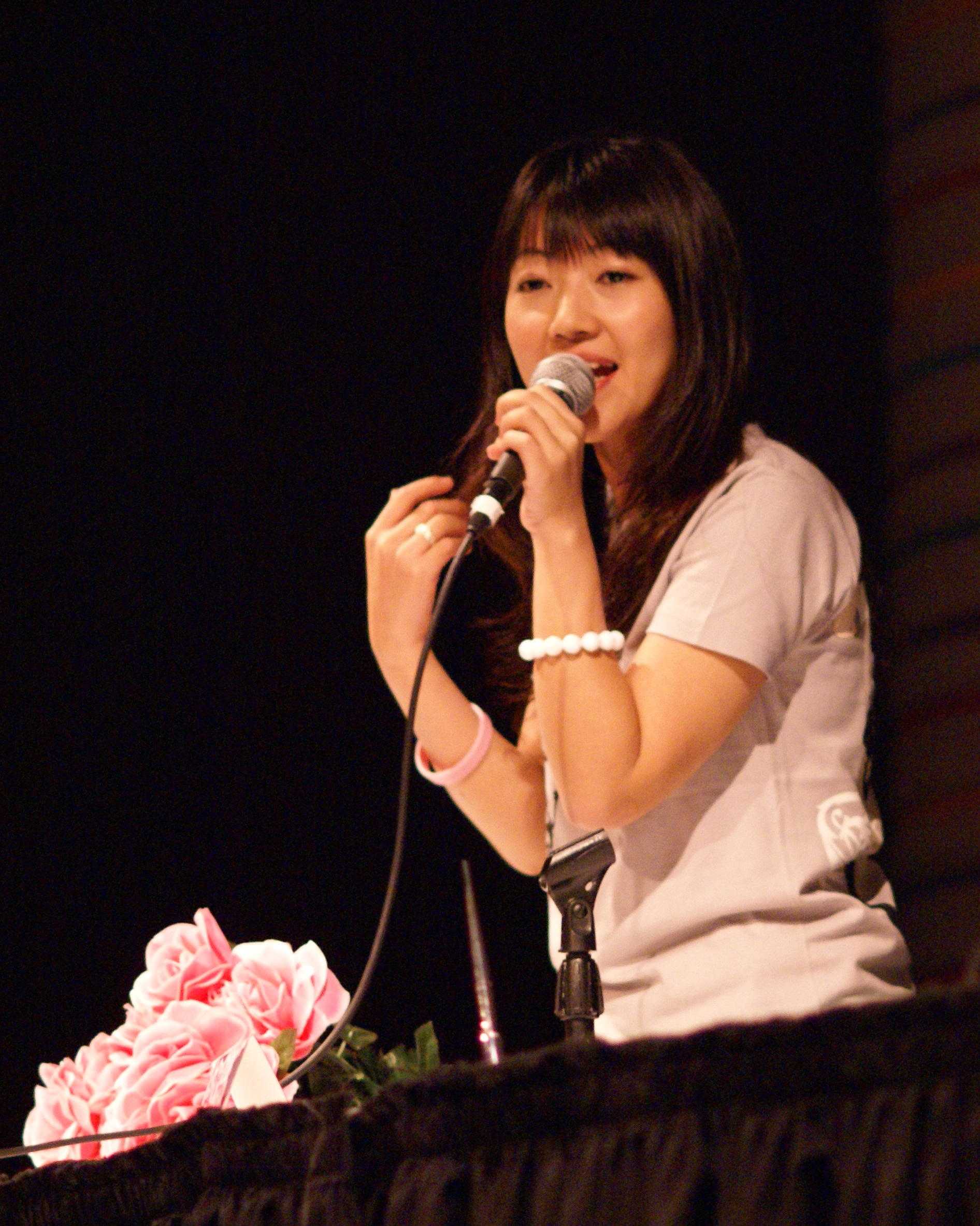
Haruko Momoi auf der Anime Expo 2007

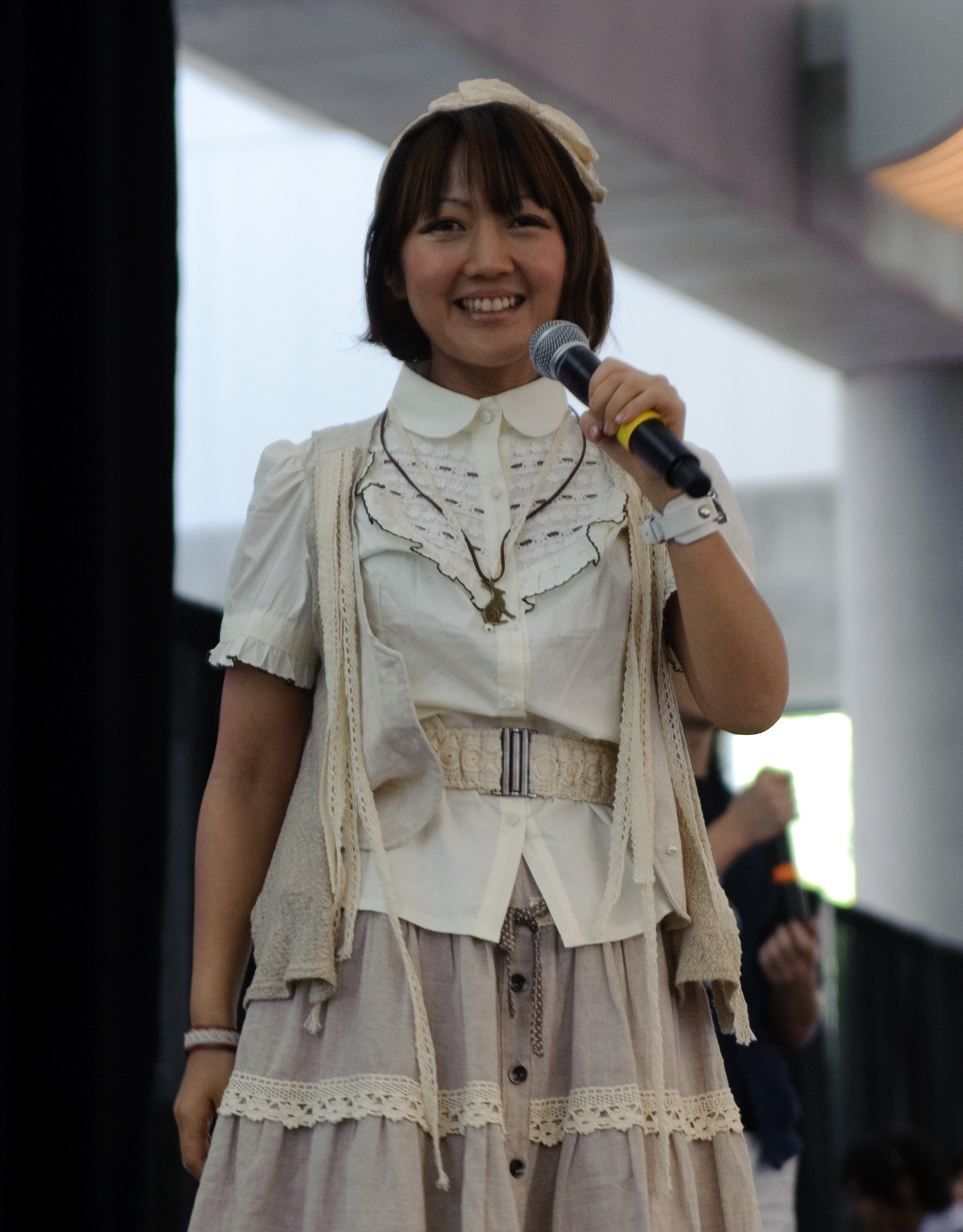
Haruko Momoi (2011)

Haruko Momoi (jap. 桃井 はるこ; * 14. Dezember 1977 in Tokio) ist eine japanische Sängerin, Liederschreiberin und Seiyū. Sie nennt sich selbst gerne Halko; dazu hatte sie der Film 2001: Odyssee im Weltraum (Computer HAL 9000) inspiriert. Ihr Markenzeichen ist ihre ungewöhnliche piepsige Stimme.

## Biografie
Ende der neunziger Jahre begann Haruko in den Straßen von Harajuku und Akihabara zu singen. Im Jahr 2000 veröffentlichte sie ihre erste Single Mail Me, eine Neueinspielung eines Liedes des Films Sucide Circle. Kurz danach bekam sie ihre erste Sprechrolle (Komugi Nakahara) für den Anime The SoulTaker. 2002 gründete sie zusammen mit Masaya Koike das Duo Under17. Sie produzierten viele Lieder für Videospiele, Erogē und Anime. Seit der Auflösung von Under17 im September 2004 schreibt Halko allein an Liedern weiter. Im Oktober 2005 bekam sie eine eigene Radiosendung beim Sender Radio Osaka, wo sie ihre neuen Lieder vorstellte. Seit 2006 steht Halko bei dem Label avex mode als Komponistin und Sängerin unter Vertrag.
2007 gab sie auf der Anime-Convention Connichi in Deutschland drei, 2008 zwei und 2010 ein Konzert.
Am 15. Oktober 2011 war sie im Rahmen des Japantags in Düsseldorf unterwegs. Sie saß in der Jury der Cosplay-Modenschau und bewertete die Arbeit der Cosplayer. Einen Tag zuvor spielte sie am Abend ein Konzert.

## Rollen (Auswahl)
Halko synchronisierte viele bekannte Anime-Charaktere:
- 2001: Final Fantasy Unlimited (Ai Hayakawa), Soul Taker (Komugi Nakahara)
- 2002: Ai Yori Aoshi (Chika Minazuki), Galaxy Angel A (Announcer), Gravion (Doria), UFO Princess Valkyrie (Maru), Nurse Witch Komugi (Komugi Nakahara/Magical Nurse Komugi)
- 2003: Ai Yori Aoshi:Enishi (Chika Minazuki), Bottle Fairy (Tama-chan), D. C. – Da Capo (Utamaru), Popotan (Mii), Mahoromatic (Shi Ho), Mouse (Samantha Morijima)
- 2004: DearS (China), Gravion Zwei (Doria), Kujibiki Unbalance (Shinobu Enomoto), Paranoia Agent (Maromi), Ragnarok The Animation (Maya), Ryūsei Sentai Musumet (Kō Saotome)
- 2005: D. C. S. S. – Da Capo Second Season (Utamaru)
- 2006: Blackjack 21 (Suzie), Lovely Idol (Mai Nonomiya), Magikano (Marin Nijihara)
- 2007: Code-E (Keiko Komatsuna), Prism Ark (Filia), Seto no Hanayome (San Seto)
- 2008: Code-E (2nd Season) (Keiko Komatsuna), Mission-E (Keiko Komatsuna), Tales of the Abyss (Anise Tatlin)
- 2011: Steins;Gate (Feiris Nyannyan)

## Diskografie

### Alben
- 2004: Komugi Nakahara – Spring Has Come
- 2005: School Days
- 2005: Sukumizu 2
- 2006: momo-i quality ~best of Momoi~
- 2007: [Halko Up Date] Songs Best
- 2007: Famison 8BIT
- 2007: Famison 8BIT – Stage 2
- 2007: Cover Best, Cover Train
- 2008: Sunday early morning (Mini-Album)
- 2010: Ivy
- 2011: Shouwa
- 2012:	’Angya’ Momo-i’s World Tour (あんぎゃ 〜モモーイ世界の旅〜)
- 2015: Stay Gold
- 2016: Pink Hippo Album ~Self Cover Best~
- 2018: Pearl

### Singles
- 2000: Mail Me
- 2004: Nurse Witch Komugi-chan – Shootin’ Star
- 2004: Shokuzai no Rhapsody
- 2005: Love.exe
- 2005: DreamParty Live Ex, Hide and Seek
- 2005: Tendre Baby
- 2005: Majokko Tsukune-chan
- 2005: Wonder Momoi
- 2006: Saigo no Rock
- 2006: Lovely Idol – Ippozutsu
- 2006: Yume no baton
- 2006: Enter!
- 2007: 21-seiki
- 2007: Seto no Hanayome – Your Gravitation
- 2007: Seto no Hanayome – Brand-new mind
- 2007: Party!
- 2007: Rumika, Hi-Energy
- 2008: 21st Century / Yume No Baton
- 2009: Ruujii Guujii
- 2009: ☆Jien Otsu☆Song
- 2011: Yoake no Samba
- 2011: Ganbare... Sore wa, I Love You
- 2012:	Hikounin Sentai Akibaranger (非公認戦隊アキバレンジャー)
- 2017:	Junai Marionette (純愛マリオネット)
- 2017:	Hoshizora Dancing (星空ダンシング)

### Videoalben
- 2007:	Haruko Up Date Part.1 und Part 2
- 2007:	「Momo-i Live DVD」momo-i Up Date Tour
- 2008:	Momo-i World Tour 2007
- 2008:	Sunday Early Morning Live @Shibuya-Ax
- 2008:	Cover Best Live In Club Citta